# 大矢野郵便局
大矢野郵便局（おおやのゆうびんきょく）は熊本県上天草市にある郵便局。民営化前の分類では集配特定郵便局であった。

## 概要
住所：〒869-3699 熊本県上天草市大矢野町登立9158-2
民営化直前の集配業務再編において、多くの集配特定郵便局は配達センターとなったが、当局は地域郵便輸送の拠点として統括センターとされたため、民営化・分社に際し郵便事業株式会社大矢野支店が併設されていた
だが、2012年（平成24年）10月に、それぞれの運営会社だった郵便事業株式会社と郵便局株式会社の統合によって日本郵便株式会社が発足したことに伴い、それぞれの店舗は統合された。

## 沿革
- 1872年8月4日（明治5年7月1日） - 天草登立（あまくさのぼりたて）郵便取扱所として開設[1]。
- 1875年（明治8年）1月1日 - 天草登立郵便局（五等）となる。同年、登立郵便局に改称。
- 1885年（明治18年）10月1日 - 貯金取扱を開始。
- 1889年（明治22年）3月31日 - 廃止。
- 1900年（明治33年）3月1日 - 登立郵便局（三等）として再設置。
- 1954年（昭和29年）6月1日 - 大矢野郵便局に改称[2]。
- 1955年（昭和30年）11月1日 - 柳郵便局から集配業務を移管。
- 1956年（昭和31年）4月1日 - 江樋戸郵便局から電話交換事務の取扱を移管。
- 1970年（昭和45年）9月11日 - 電話交換業務を三角電報電話局に移管。
- 1991年（平成3年）9月29日 - 維和郵便局から集配業務を移管。
- 2006年（平成18年）9月24日 - 松島郵便局から集配業務を移管[3]。
- 2007年（平成19年）2月19日 - 湯島郵便局から集配業務を移管[4]。
- 2007年（平成19年）10月1日 - 民営化に伴い、併設された郵便事業大矢野支店に一部業務を移管。
- 2012年（平成24年）10月1日 - 日本郵便株式会社発足に伴い、郵便事業大矢野支店を大矢野郵便局に統合。

## 取扱内容
- 郵便、印紙、ゆうパック、内容証明
- 貯金、為替、振替、振込、国際送金、国債、投資信託
- 生命保険、バイク自賠責保険
- ゆうちょ銀行ATM
- 上天草市内の一部地域の集配業務
- ゆうゆう窓口

## 周辺
- 上天草市役所
- 国道266号

## アクセス
- 産交バス、SUNまりんバス 大矢野郵便局前停留所下車
- 駐車場あり：10台